# Papirus Fouad 266

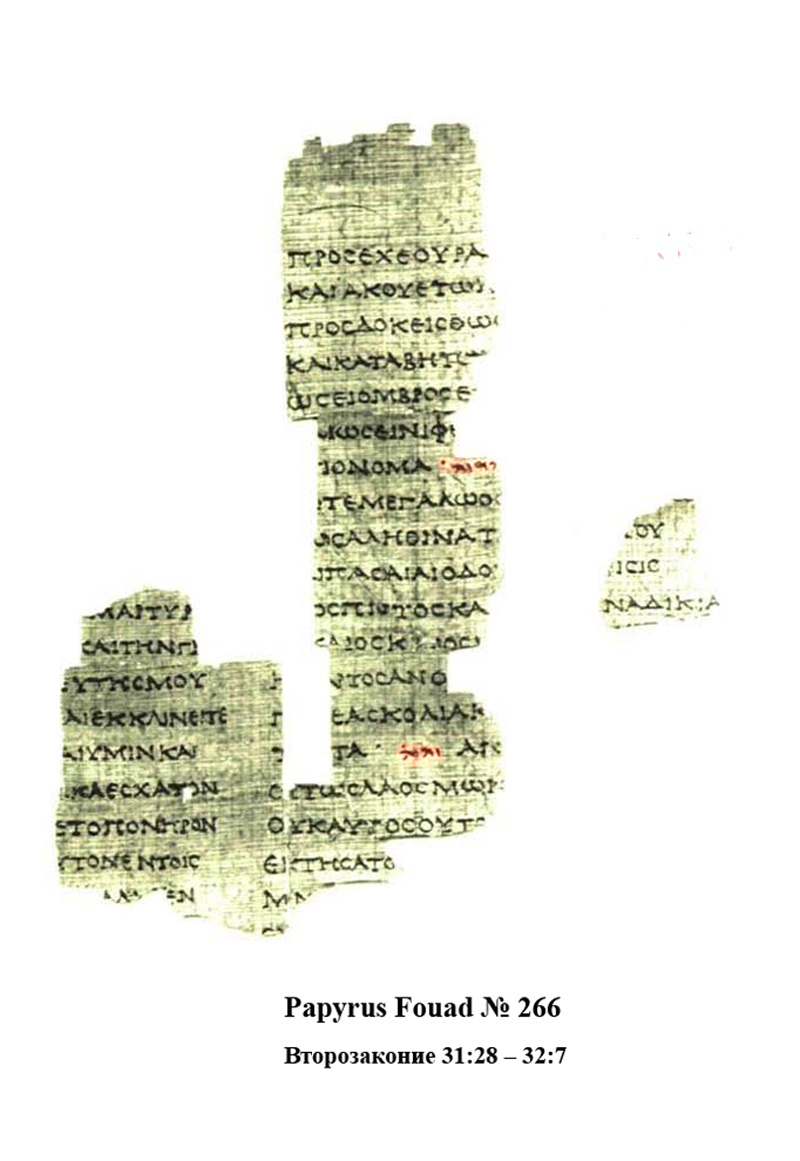
Fragment papirusu Fouad 266 zawierający tekst Pwt 31:28 – 32:07
(z tetragramem w wieraszach 7 i 15)

Papirus Fouad 266 – nazwa nadana większemu zbiorowi fragmentów papirusu, który został odnaleziony w 1939 w Fajum w Egipcie. Zawierają fragmenty tekstów biblijnych (ksiąg Rdz i Pwt). Fragmenty te znajdują się obecnie w Kairze i są własnością Societé Royale de Papyrologie (Gr. P. 458). Przekazuje przed-heksaplarny tekst Septuaginty z II lub I w. p.n.e. Rękopis jest ważnym świadkiem w dyskusji nad tetragramem.
Papirus przekazuje tekst Księgi Rodzaju 3:10-12; 4:5-7.23; 7:17-20; 37:34-38:1; 38:10-12 oraz Powtórzonego Prawa 17:14 do 33:29 (z lukami). Na liście rękopisów Septuaginty według klasyfikacji Alfreda Rahlfsa fragmenty Księgi Powtórzonego Prawa oznaczono numerami 847 i 848 a fragmenty Księgi Rodzaju oznaczono numerem 942.

## Odkrycie i historia badań
Rękopis został odkryty w Fajum w 1939. Od 1943 przechowywany jest w Kairze. W 1944 William Gillan Waddell opublikował fragment tego papirusu.
W 1948 dwaj misjonarze Świadków Jehowy, absolwenci Szkoły Gilead, Don Rendell i Bill Copson, uzyskali w Kairze zdjęcia osiemnastu jego fragmentów, a także zgodę na ich opublikowanie. Kopie te zostały opublikowane w 1950 w Chrześcijańskich Pismach Greckich w Przekładzie Nowego Świata. Opublikowane fragmenty posłużyły za podstawę do napisania pracy naukowej: Alberto Vaccari, Papiro Fouad, Inv. 266. Analisi critica dei Frammenti pubblicati in: „New World Translation of the Christian Greek Scriptures” w roku 1950.
W 1971 w Kairze opublikowano 117 fragmentów papirusu. Zaki Aly i Ludwig Koenen opracowali albumowe wydanie Three Rolls of the Early Septuagint: Genesis and Deuteronomy, gdzie ukazano wszystkie fragmenty papirusu.

## Tekst
Tekst pisany jest jedną kolumną na stronę, 33 linijki w kolumnie, uncjałą. Litery są pionowe i proste. Występuje iota adscriptum.
Tekst rękopisu zasadniczo reprezentuje stary tekst grecki Deuteronomium. Pietersma oraz Hanhart sądzili, że tekst był poprawiany w stronę spółgłoskowego tekstu masoreckiego, czego dowodem jest Pwt 22,9 (zgodny z MT). Tym samym rękopis byłby świadkiem recenzji przedheksaplarnej. To czy rękopis jest rezultatem recenzji, czy nie, jest wciąż dyskutowane, a sprawa jest daleka od rozstrzygnięcia.

## Tetragram
Chociaż tekst został napisany po grecku, imię Boże Jahwe jest zapisane hebrajskimi literami. Uważa się, że tetragram nie pochodzi od oryginalnego skryby, który zarezerwował odpowiednią dlań przestrzeń. Został on wpisany tak małymi hebrajskimi literami, że nie wypełnił całej przydzielonej mu przestrzeni.
Według Paula E. Kahle „cechą charakterystyczną wspomnianego papirusu jest występowanie w nim imienia Bożego w formie tetragramu napisanego hebrajskim pismem kwadratowym (...), został on napisany jakieś 400 lat przed Kodeksem B i zawiera chyba najdoskonalszy z istniejących do dziś tekstów Księgi Powtórzonego Prawa w wersji Septuaginty”.
Paleograf Albert Pietersma wysunął hipotezę, że pierwszy skryba zostawił przestrzeń dla słowa ΚΥΡΙΟΣ ("Pan"), ponieważ przestrzeń jest większa niż wymaga tego tetragram, jednak drugi skryba wpisał tetragram. Hipoteza ta jednak nie jest przyjęta przez ogół uczonych. Hebrajski tetragram w greckich tekstach Septuaginty występuje też w innych manuskryptach z tamtego czasu.